# European Gas Limited
 (mars 2016).
Pour les articles homonymes, voir EGL.
European Gas Limited UK (ou European Gas UK), ou EGL UK est une société privée prospectrice d'hydrocarbures gazeux (énergies fossiles) enregistrée au Royaume-Uni en 2012. Ses permis de prospection de gaz non conventionnels concernent le sous-sol français.

## Structure
European Gas est une société privée britannique qui se concentre sur l'exploration des hydrocarbures non conventionnels en Europe et dont les principales opérations se trouvent en France.
En 2007, la Société a acquis Gazonor SA grâce à une obligation convertible de 36,4 millions d'euros arrivant à échéance le 31 décembre 2010.
L'incertitude concernant l'avenir des obligations convertibles a entravé les opérations de la société sur la période 2008-2010. Julien Moulin, le président d'European Gas, a pris le contrôle du conseil d'administration au quatrième trimestre 2009 afin de restructurer les opérations et les obligations. Le 24 novembre 2010, la société a demandé la suspension de ses actions afin de permettre la négociation d'une restructuration. Un accord a finalement été trouvé en février 2011 et toute la dette a été restructurée par l'intermédiaire d'un échange d'actifs. Dans les faits, la société a revendu Gazonor à son créancier, Transcor Astra Group, tout en conservant un droit à un intérêt de 70 % dans tous les permis et les concessions détenus par Gazonor. La société a également émis 22 millions d'actions à 0,50 dollar australien l'action à l'attention de son créancier. Par la suite, la société a fait l'objet d'une recapitalisation grâce à un placement de 15 millions de dollars australiens à 0,45 dollar l'action.
EGL UK a racheté en juillet 2012 les actifs européens de European Gas Limited Australia / EGL, lors d'une opération dite de buy-back.
En juillet 2015, European Gas Limited change de nom pour s'appeler en France « la Française de l'énergie »,. La Française de l'énergie a lancé le 24 mai 2016 son introduction en Bourse pour financer son projet d'exploitation du gaz de houille.

## Fusions, participations
EGL détient à 100% :
- Heritage Petroleum Plc
- EG SAS

## Présentation synthétique des activités
Cette société a spécifiquement été créée pour explorer des ressources de gaz en Europe occidentale. Elle a été créée par Kimberley Oil NL (code ASX : KBO), société australienne créée en 1998 pour prospecter et exploiter le gaz de charbon en Australie, où elle détenait des droits exclusif de prospection et exploitation pour 30 000 km2 dans le Canning Basin, dans l'ouest du pays) .
EGL est surtout présente et active en France où elle dispose de permis d'exploration en Lorraine et près de Lons-le-Saunier et de Gardanne (avec extensions récentes).
Sa spécialité est l'exploitation du gaz de couche (Coal Bed Methane ou CBM). Il s'agit du gaz adsorbé dans le charbon. On ne savait pas autrefois extraire ce gaz in situ. On peut aujourd'hui mieux le faire — à échelle industrielle — grâce à de nouvelles techniques associant principalement un forage vertical avec des forages horizontaux guidés.

## Française de l'énergie
La Française de l'énergie est la filiale française d'European Gas Limited, créée en juillet 2015,. La société a lancé le 24 mai 2016 son introduction en Bourse pour financer son projet d'exploitation du gaz de houille.
La Française de l'énergie mène plusieurs projets d'exploitation :
- Dans le bassin minier du Nord-Pas-de-Calais : exploration avec Gazonor de gaz de couche (CBM principalement), sur deux zones dites « Poissonnière » (699 km2) et « Désirée « (68 km2).
- Dans le bassin houiller lorrain (Saint-Avold et Alsting) : projets d’exploration gazière avec permis de prospection accordés en 2010 pour une nouvelle zone dite « Bleue Lorraine[8] » (262 km2), et depuis 7 décembre 2006 pour la zone « Bleue Lorraine Sud[8] » (528 km2), avec un « engagement financier souscrit de 1 900 000 € »[7] pour le permis Bleue Lorraine[9] ;
- Projets d'exploration gazière du bassin houiller du Jura à Lons-le-Saunier (« Permis exclusif de recherches de mines d'hydrocarbures liquides ou gazeux », accordé le 28 juillet 2007, pour 3,795 km2)
- Projets d’exploration gazière du bassin houiller de Gardanne, dans le Sud de la France (permis d’exploration sur 365 km2 ; accordé le 21 mai 2010 et valide jusqu’au 25 novembre 2012[10], avec « engagement financier souscrit de 8 644 500 € »).

En 2022, elle acquiert la majorité du capital de l'entreprise française Cryo Pur, spécialisée dans l'épuration du biogaz et d'autres gaz.